# Richard Hagen

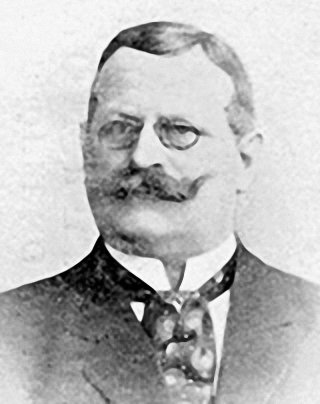
Richard Hagen (um 1890)

Richard Erwin Hagen (18. August 1843 in Rostock – 17. Januar 1905 ebenda) war ein deutscher Theaterschauspieler und -leiter sowie Opern- und Operettensänger (Tenor).

## Leben
Richard Hagen war ein Sohn des Musikdirektors und Kantors der Petrikirche Rostock, Ludwig Hagen. Er wurde zum Kaufmann ausgebildet. 1867 ging er jedoch aus unüberwindlicher Neigung zur Bühne, nachdem er von Gesangslehrer Hilmer in Berlin die nötige Ausbildung erhalten hatte. Seine Theaterlaufbahn begann er in Kiel, kam dann nach Köln, Magdeburg, Düsseldorf, Straßburg, ans Wilhelmstädtische Theater in Berlin, Basel, Bremen, Posen und Zürich. Er war sowohl als Tenorbuffo wie Operettentenor tätig. 1886 übernahm er das Tivolitheater in Lübeck, 1887 das Stadttheater in Koblenz, das er acht Jahre leitete. Ab 1896 war er Leiter des Stadttheaters Rostock. Anlässlich seines 25-jährigen Künstlerjubiläums trat er 1900 zum letzten Male in Koblenz auf.